# 波麗路餐廳
波麗路餐廳是位在台灣台北市大同區的西餐廳，成立於日治時期1934年 ( 昭和9年 ) ，其建築在民國95年(2006年)被指定為臺北市歷史建築。

## 歷史
波麗路餐廳為台灣現今僅存最具歷史的西餐廳，成立於1934年(昭和9年)，店名源自法國作曲家拉威爾的一首圓舞曲『BOLERO』（1928年完成），漢譯「波麗路」，臺語發音為「bo-lé-loh」。波麗路餐廳創辦人廖水來，曾在日本人所開設的維特西餐廳學習。1934年，廖水來受友人鼓勵創立波麗路餐廳本店，位於民生西路314號，以「鄉村咖哩飯」和「精緻西式套餐」聞名。並於1947年由畫家顏雲連設計改裝，建築呈現本土日治時期現代風格。1976年，波麗路餐廳第二代兄弟分家，另於民生西路308號開設新店。

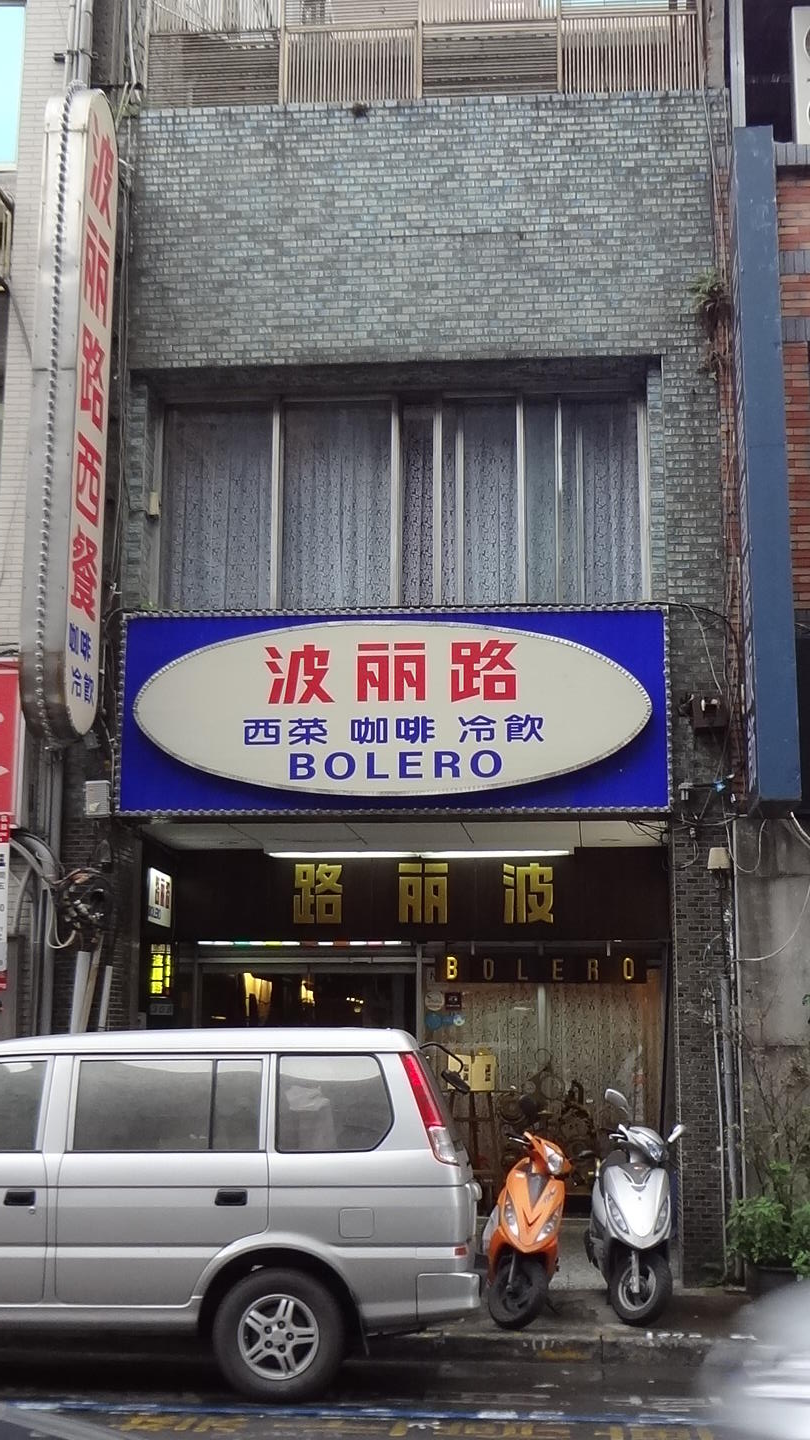
民生西路308號波麗路餐廳新店

2006年5月17日，臺北市政府文化局「府文化二字第09530253600號公告」，登錄民生西路314號波麗路餐廳本店為臺北市歷史建築。

## 特色

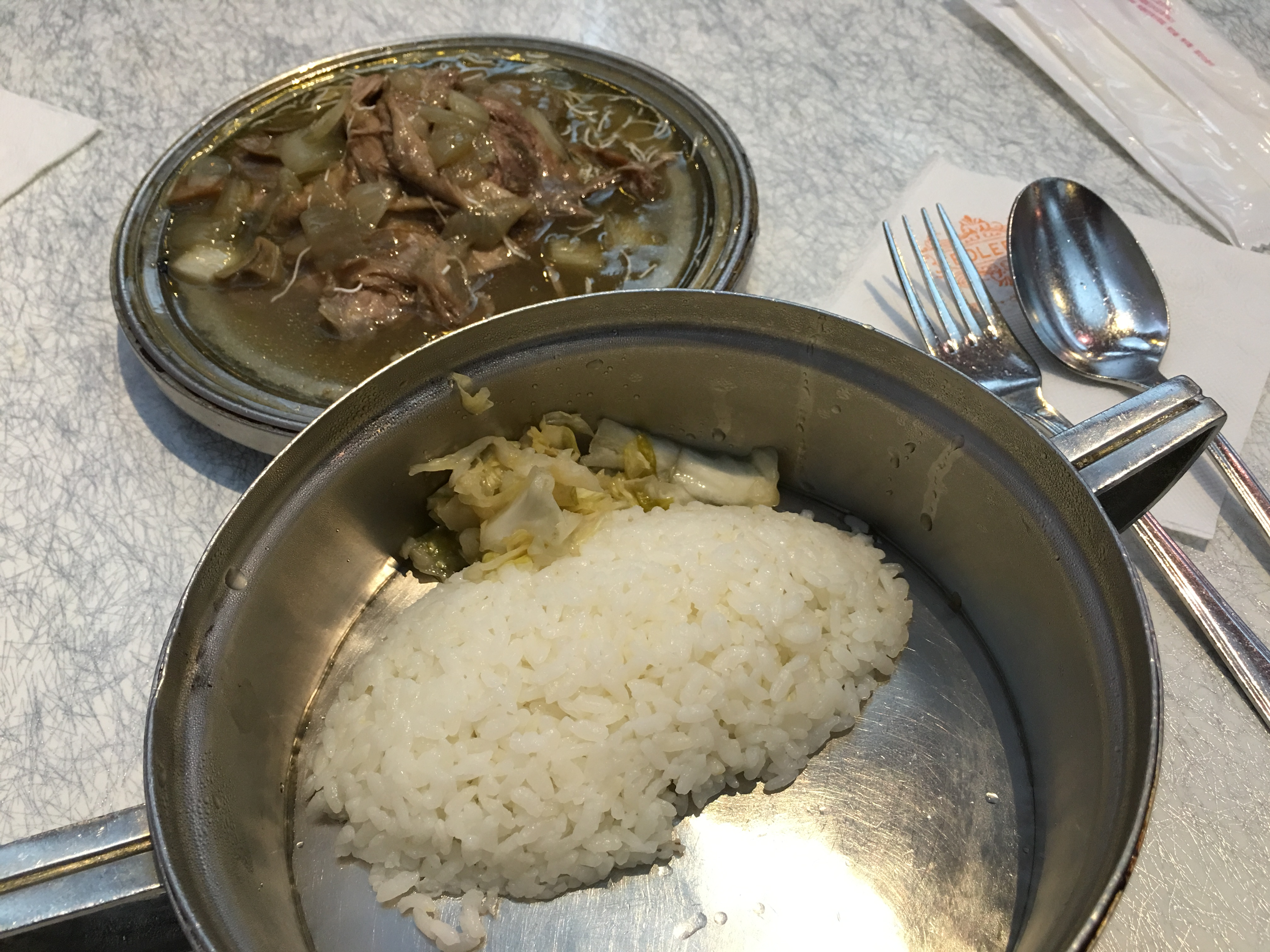
波麗路餐廳的法國鴨子飯，使用不鏽鋼餐具

波麗路餐廳為台灣第一家西餐廳，因此許多大稻埕富人時常赴波麗路餐廳用餐，一些台灣前輩藝術家也經常推薦波麗路。  
創辦人廖水來以對藝術、音樂的喜愛，長期資助台灣年輕本土畫家，因此餐廳即以法國名作曲家拉威爾一首圓舞曲『BOLERO』作為店名，同時以擁有台灣第一流的音樂設備、播放進口古典音樂作為廣告，在物質貧乏的年代，吸引無數文人雅士、政商名流前往，而來波麗路『聽音樂、論時事』頓時成為當時台北人流行時尚指標之一。
至今還在營業的波麗路餐廳，是台灣新文化運動狂飆時期文學少年聚會的地方，他們在此述說豪情、伸展壯志。二次大戰後初期，主打茶點、音樂，也吸引不少的文人雅士前來一面用餐、一面輕談，同時聆聽優雅動人的音樂，不少創作靈感也油然而生。
波麗路餐廳的餐具也別有特色。台灣早期許多老餐廳都將店名燒在瓷盤上；波麗路對於餐具則更加講究，創業時就使用獨家訂製的不鏽鋼餐具與牛排餐盤。

## 外部連結
- 波麗路西餐廳 （页面存档备份，存于）
- 波麗路西餐的Facebook專頁